# Otzenberg (Alfeld)
Otzenberg ist ein Gemeindeteil der Gemeinde Alfeld im Landkreis Nürnberger Land (Mittelfranken, Bayern). Otzenberg liegt in der Gemarkung Alfeld.

## Geografie
Die Einöde befindet sich etwas mehr als einen Kilometer nordöstlich des Ortszentrum von Alfeld und etwa zweieinhalb Kilometer nördlich der Bundesautobahn 6. Die Anbindung an das öffentliche Straßennetz wird durch eine Gemeindestraße hergestellt, die Otzenberg mit der einen Kilometer südlich des Ortes vorbeiführenden Kreisstraße LAU 26 verbindet.

## Geschichte
Durch die zu Beginn des 19. Jahrhunderts im Königreich Bayern durchgeführten Verwaltungsreformen wurde der Ort mit dem zweiten Gemeindeedikt zu einem Bestandteil der Ruralgemeinde Alfeld.